# Hovi Star
Hovi Star, nom de scène de Hovav Sekoletz (hébreu : חובב סקולץ), né le 19 novembre 1986, est un chanteur israélien ancien candidat de HaKoKhav HaBa (Rising Star).
Le 3 mars 2016, il remporte la finale nationale israélienne et est choisi pour représenter Israël au concours Eurovision de la chanson 2016 à Stockholm, en Suède avec la chanson Made of Stars (Faits d'étoiles).
Il participe à la seconde demi-finale, le 12 mai 2016, et se qualifie pour la finale du 14 mai où il termine à la 14e position avec 135 points.